# 달맞이
달맞이는 정월 대보름날 초저녁에 횃불을 켜들고 동산에 올라가 떠오르는 달을 맞이하는 일을 말한다. 달이 떠오르는 것을 보고 절을 한 뒤 횃불을 피우면 주위가 환하게 밝아지는데 이것을 '달집사른다'고 한다. 이날 달을 먼저 본 사람은 1년 내내 운수가 길하다고 한다. 또 달빛이 붉으면 그해가 가물고 희면 장마가 지며, 누르면 풍년, 엷으면 흉년이 든다고 한다. 